# Haltérophilie aux Jeux olympiques d'été de 2020 - Moins de 61 kg hommes
Navigation
Rio 2016 Paris 2024
L'épreuve des moins de 61 kg hommes  en haltérophilie des Jeux olympiques d'été de 2020 a eu lieu le 25 juillet 2021 au Tokyo International Forum.

## Records
Avant cette compétition, les records dans cette discipline étaient :
| Record du monde  | Arraché     | Li Fabin (CHN)        | 145 kg | Pattaya, Thaïlande     | 19 septembre 2019 |
| Record du monde  | Épaulé-jeté | Eko Yuli Irawan (INA) | 174 kg | Ashgabat, Turkménistan | 3 novembre 2018   |
| Record du monde  | Total       | Li Fabin (CHN)        | 318 kg | Pattaya, Thaïlande     | 19 septembre 2019 |
| Record olympique | Arraché     | Norme olympique       | 142 kg | –                      | 1er novembre 2018 |
| Record olympique | Épaulé-jeté | Norme olympique       | 171 kg | –                      | 1er novembre 2018 |
| Record olympique | Total       | Norme olympique       | 310 kg | –                      | 1er novembre 2018 |

Les records suivants ont été établis pendant la compétition :
| Épaulé-jeté | 172 kg | Li Fabin | OR |
| Total       | 313 kg | Li Fabin | OR |

## Programme
L'épreuve des moins de 61 kg se déroule sur une journée selon le programme suivant :
Tous les horaires correspondent à l'UTC+9
| Date                     | Horaire | Manche   |
| ------------------------ | ------- | -------- |
| Dimanche 25 juillet 2021 | 11 h 50 | Groupe B |
| Dimanche 25 juillet 2021 | 15 h 50 | Groupe A |

## Médaillés
| Or       | Argent          | Bronze   |
| Li Fabin | Eko Yuli Irawan | Igor Son |

## Résultats
Li Fabin remporte l'épreuve.
| Rang | Athlète                | Nation                    | Groupe | Poids | Arraché (kg) | Arraché (kg) | Arraché (kg) | Arraché (kg) | Épaulé-jeté (kg) | Épaulé-jeté (kg) | Épaulé-jeté (kg) | Épaulé-jeté (kg) | Total  |
| Rang | Athlète                | Nation                    | Groupe | Poids | 1            | 2            | 3            | Résultat     | 1                | 2                | 3                | Résultat         | Total  |
| ---- | ---------------------- | ------------------------- | ------ | ----- | ------------ | ------------ | ------------ | ------------ | ---------------- | ---------------- | ---------------- | ---------------- | ------ |
| 1    | Li Fabin               | Chine                     | A      | 60.90 | 137          | 137          | 141          | 141          | 166              | 172              | 178              | 172 OR           | 313 OR |
| 2    | Eko Yuli Irawan        | Indonésie                 | A      | 60.80 | 137          | 141          | 141          | 137          | 165              | 177              | 177              | 165              | 302    |
| 3    | Igor Son               | Kazakhstan                | A      | 60.25 | 126          | 131          | 134          | 131          | 156              | 162              | 163              | 163              | 294    |
| 4    | Yoichi Itokazu         | Japon                     | A      | 60.85 | 130          | 130          | 133          | 133          | 158              | 159              | 162              | 159              | 292    |
| 5    | Seraj Al-Saleem        | Arabie saoudite           | A      | 60.90 | 124          | 127          | 129          | 129          | 159              | 166              | 166              | 159              | 288    |
| 6    | Davide Ruiu            | Italie                    | A      | 60.90 | 123          | 127          | 131          | 127          | 153              | 159              | 159              | 159              | 286    |
| 7    | Shota Mishvelidze      | Géorgie                   | A      | 60.95 | 130          | 134          | 135          | 130          | 155              | 163              | 165              | 155              | 285    |
| 8    | Luis García            | République dominicaine    | B      | 60.95 | 120          | 120          | 124          | 120          | 154              | 154              | 154              | 154              | 274    |
| 9    | Simon Brandhuber       | Allemagne                 | B      | 61.00 | 123          | 127          | 127          | 123          | 142              | 142              | 145              | 145              | 268    |
| 10   | Morea Baru             | Papouasie-Nouvelle-Guinée | B      | 61.00 | 113          | 118          | 118          | 118          | 147              | 153              | 153              | 147              | 265    |
| 11   | Eric Andriantsitohaina | Madagascar                | B      | 60.10 | 105          | 110          | 114          | 114          | 140              | 150              | 154              | 150              | 264    |
| 12   | Marcos Rojas           | Pérou                     | B      | 60.90 | 100          | 105          | 107          | 105          | 130              | 130              | 135              | 135              | 240    |
| –    | Thạch Kim Tuấn         | Viêt Nam                  | A      | 60.80 | 126          | 126          | 130          | 126          | 150              | 150              | 153              | –                | –      |
| –    | Kao Chan-hung          | Taipei chinois            | A      | 60.70 | 125          | 128          | 130          | 125          | 147              | 147              | 147              | –                | –      |